# آدم بيرغ (مخرج)
آدم بيرغ (بالسويدية: Adam Berg)‏ هو مخرج سويدي، ولد في 6 ديسمبر 1972.

## وصلات خارجية
- آدم بيرغ على موقع IMDb (الإنجليزية)
- آدم بيرغ على موقع ديسكوغز (الإنجليزية)
- آدم بيرغ على موقع قاعدة بيانات الفيلم (الإنجليزية)